# Recinte emmurallat de Salardú
El recinte emmurallat de Salardú constitueix un conjunt de muralles defensives medievals en runes, situades a Salardú, municipi de Naut Aran, a la Vall d'Aran, declarades bé cultural d'interès nacional.

## Descripció
El castell de Salardú amb l'església de Sant Andreu se situa damunt del puig que domina la confluència del riu Unhòla amb la Garona i, per tant, al Camin Reiau a l'entrada de la Vall d'Aran pel port del Pallars o Bonaigua, o bé per altres ports. Aquesta situació estratègica explica que des de temps remots el lloc fos fortificat i residència d'un batlle reial. Així i tot només conserva la torre campanar de l'església que, igual que a Arties, Vielha i Vila, feia funcions de torre mestra o d'homenatge, i el contramur amb la base d'una bestorre de l'absis adossat al talús septentrional que anivella el terreny del recinte.

### El castell de Salardú
El recinte del castell era de planta quadrada, tenia muralla i contramuralla, la primera amb un portal a l'est i l'altra amb un portal vers el sud. Aquests estaven defensats per dues torres de defensa i la torre de l'homenatge al pati d'armes —actual campanar de l'església de sant Andreu segons descripció de Francisco de Gracia—; així com els flancs de la muralla, dels quals només es conserven els enderrocs corresponents a l'extrem nord-est, que és de planta semicircular i està a tocar de l'absis de l'església.

### L'església de Sant Andrèu
L'església parroquial de Sant Andrèu, situada en la part alta de la vila, està precedida per una terrassa regular tancada per un mur que forma una plaça,l'antic pati d'armes del castell.

## Història
Antigament la vila de Salardú estava fortificada. En el seu front, per la part de llevant, presentava una gruixuda muralla amb baluards i torrasses de defensa que protegien la porta anomenada del Pallars, petit portalet del segle xiii d'arc apuntat, desaparegut. En la part alta s'aixecaven el castell i l'església en el caire dels espadats que reclouen la fonda ribera del riu Unyola.

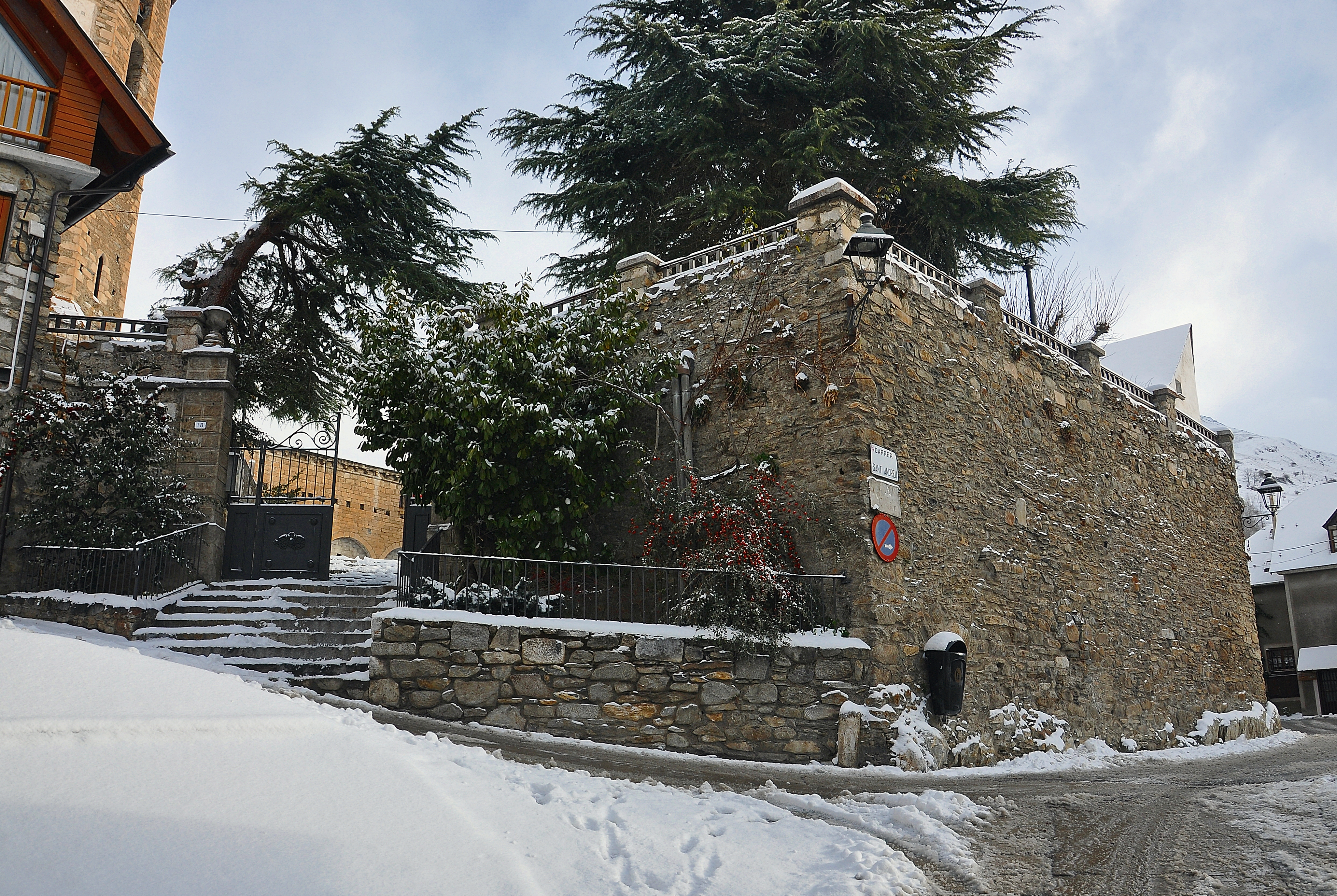
Vista general de la terrassa tancada per un mur, que correspon al antic pati d'armes del castell de Salardú

Els mesos de juliol i agost de 1987, es portaren a terme unes excavacions motivades pel perill en què es posaven les restes arqueològiques a l'efectuar un drenatge per la humitat al voltant de l'església. Aquesta excavació se centrà en diferents sectors: al costat de la porta, entre els dos contraforts, entre el contrafort de ponent i el campanar, entre la sagristia i el contrafort de llevant, al costat de l'absis, a la paret nord del temple i al nord-est de l'edifici, en la torre del castell. Els sectors segon, tercer i cinquè foren abandonats i s'obrí un altre en la paret de tanca que, cap al sud, delimita el recinte parroquial. Entre la porta i el contrafort de llevant i també a la zona absidial, es va descobrir una necròpolis amb tombes de cista excavades a la roca del segle xii i XIII, formada per sepultures excavades a la roca i per caixes de lloses disposades paral·lelament al tall de la roca. Alguns enterraments corresponien a individus infantils. L'aparició de tombes mixtes és anecdòtica, no se sap si es tractaria d'una novetat tipològica o seria, simplement, una solució pràctica. També es netejaren i es delimitaren les restes de la torre situada al nord-est de l'església i part del parament de la muralla feta de carreus força irregulars. Es confirmà la planta quadrangular del castell i que les seves dimensions coincidien amb les de la plaça de l'església.
També es posà al descobert un paviment fet a base de petites peces de granit i pissarra, formant un dibuix d'espiga, en el sector comprès entre la porta d'accés i el contrafort de llevant, i restes d'estructures aproximadament del segle xv.